# Abbot (Rennwagen)
Abbot war ein britisches Formel-3-Team der 1970er Jahre.

## Geschichte
Norman Abbott, ein Ford-Ingenieur und Club-Rennfahrer aus Essex, gründete 1966 eine kleine Firma mit dem Ziel, einen Rennwagen für die englische Formel-3-Meisterschaft zu bauen. Der erste Einsatz erfolgte im November 1966 bei einem Meeting in Brands Hatch.  Das Projekt musste in der Planungsphase mehrmals einem neuen Reglement angepasst werden und konnte erst vier Jahre später realisiert werden. Als der gefällige und kompakte Wagen 1970 endlich fertig war, ging dem Unternehmen das Geld aus. Ein zweiter Platz beim B.A.R.C. Forward Trust British Formula 3-Rennen in Silverstone 1970 blieb der einzige zählbare Erfolg. Bis 1972 wurde der Wagen aber immer wieder von Nachwuchsfahrern eingesetzt, die das zwar untermotorisierte, aber leicht zu fahrende Fahrzeug schätzten. Mit dem Ende der Saison 1972 verschwanden Wagen und Team von den britischen Rennstrecken.

## Technik
In zeitgenössischen Berichten wurde das Chassis als „projektilähnlich“ beschrieben. Es war 5 Zoll (12,5 cm) schlanker als der zeitgenössische Lotus 41. Die Aufhängung war außenliegend mit Querlenkern vorne und einem Oberlenker und Radiusstangen hinten.